# Algemene Federatie van Militair Personeel
De Algemene Federatie Militair Personeel (AFMP) is een militaire vakbond opgericht in 1898.
De vakbond is een van de grootste militaire vakbonden in Nederland.
De AFMP is collectief lid van de FNV.